# Пуньяль, Франсиско
Франси́ско Пунья́ль Марти́нес (исп. Francisco Puñal Martínez; 6 сентября 1975, Памплона, Испания) — испанский футболист.

## Биография
За основную команду «Осасуны» Пуньяль впервые сыграл 15 июня 1997 года в матче против «Эйбара». Затем почти вся карьера футболиста прошла в памплонском клубе, за исключением периода аренды в мадридском «Леганесе».
После окончания срока аренды Франсиско вернулся в «Осасуну», где стал игроком стартового состава команды. 27 октября 2001 года забил свой первый гол в Ла Лиге. В сезоне 2005/06 забил 4 гола в 34 матчах.
29 ноября 2006 года во время игры клуба в Кубке УЕФА Пуньяль забил 3 гола (2 в ворота «Оденсе» и 1 в свои ворота) на групповом этапе. За тот сезон он принял участие почти в 50 официальных играх.
В 2007—2010 годах (в возрасте 32-35 лет) он сыграл ровно в 100 матчах лиги (дважды забил пенальти в ворота «Хетафе» и один раз в ворота «Реал Мадрида»). Кроме того, он стал капитаном команды, после того как клуб покинул защитник Сесар Кручага.